# Kolejowa wieża ciśnień w Brodnicy

## Położenie
Położona w północno-wschodniej części miasta przy linii kolejowej w kierunku Działdowa i Iławy niedaleko zbiegu z linią na Sierpc.

## Inne informacje
Wieża ma około 25 metrów wysokości i jest wykonana z żelbetonu. Na początku roku 2000 zostały wyłamane drzwi wejściowe i odtąd zaczęła się dewastacja wnętrza wieży. Do lipca 2000 szyby w oknach zostały powybijane, niektóre zaś okna wyjęte wraz z ramą. W lutym roku 2004 nie było już metalowych części: rur, poręczy i prawdopodobnie basenu.

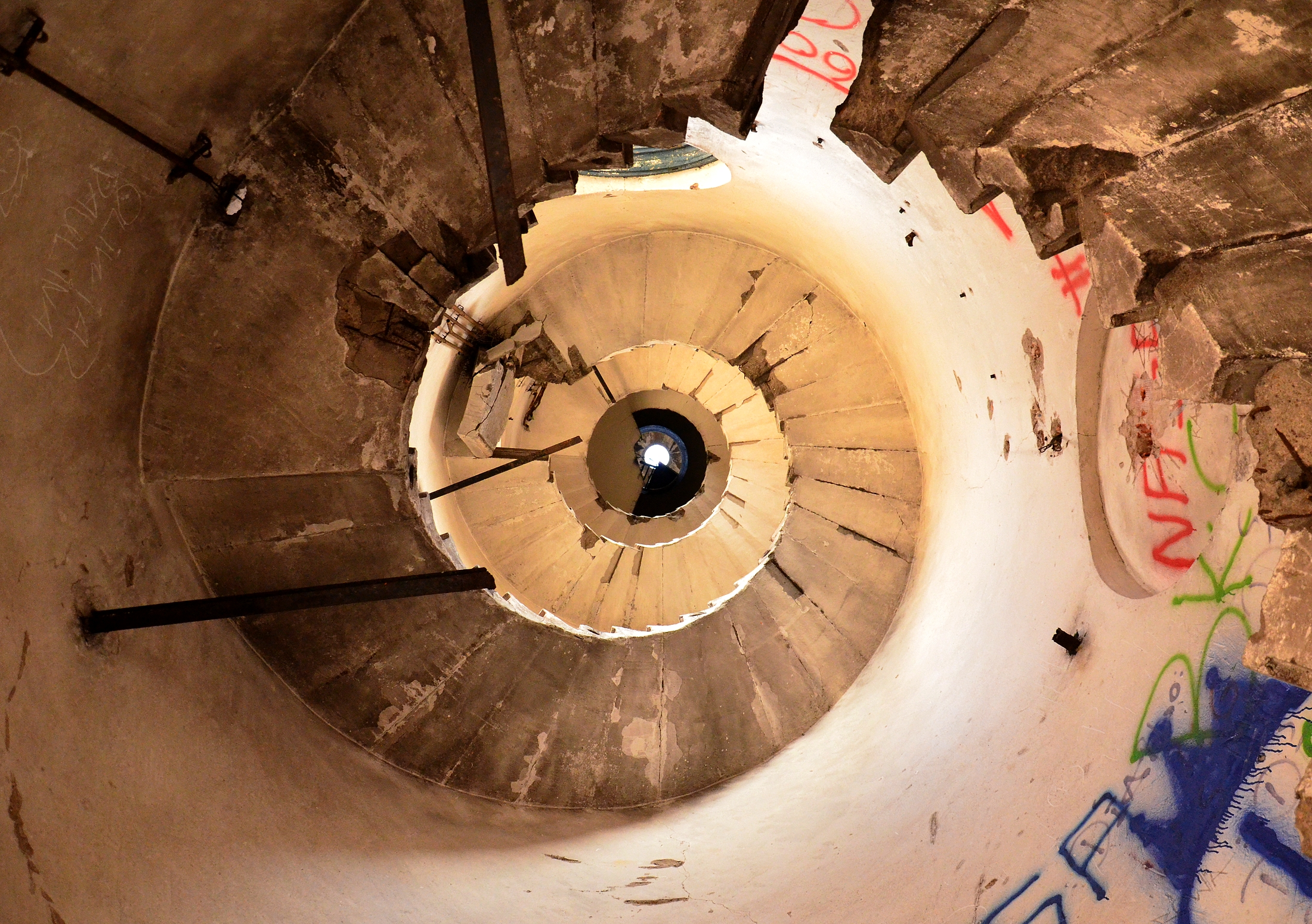
Klatka schodowa